# TV4 Gull
TV4 Gull är en av TV4-gruppens kanaler som sänds i Norge. Det är en egen norsk version av den svenska kanalen TV4 Guld. Kanalen lanserades den 15 december 2010.
Det är den andra av T4-gruppens kanaler som började sändas där. Den första kanalen var TV4 Fakta